# Włodzimiera Kolk
Włodzimiera Kolk (ur. 29 września 1942 roku w Dobrem na Kujawach) – polska malarka i graficzka, uprawia malarstwo sztalugowe i grafikę użytkową. Mieszka w Koszalinie.
Absolwentka Państwowego Liceum Sztuk Plastycznych we Wrocławiu (1962) i Państwowej Wyższej Szkoły Sztuk Plastycznych w Poznaniu (1968), Wydział Malarstwa, Grafiki i Rzeźby ze specjalizacją grafiki użytkowej. Dyplom z plakatu i książki uzyskała w pracowni prof. Waldemara Świerzego.
Otrzymała 20 nagród i wyróżnień w dziedzinie malarstwa, grafiki użytkowej i tkaniny unikatowej.
Czterokrotna stypendystka Ministerstwa Kultury i Sztuki oraz Ministerstwa Kultury i Dziedzictwa Narodowego.
Członek Związku Polskich Artystów Plastyków od roku 1968.
Zasłużony Działacz Kultury. Zasłużona dla Miasta Koszalin.
Prace Włodzimiery Kolk znajdują się w zbiorach państwowych i prywatnych we Francji, Niemczech, Grecji, Holandii, Danii, Słowacji, Kanadzie, Bułgarii, Bośni i Hercegowinie, Polsce, w Muzeum Okręgowym w Koszalinie, Muzeum Pomorza Środkowego w Słupsku, Muzeum Okręgowe w Pile.

## Wystawy indywidualne
- 1970 - "Galeria Ratuszowa" - Koszalin
- 1972 - "Galeria KMPiK" - Koszalin
- 1973 - "Galeria ZPAP" - Koszalin
- 1976 - "Thorasminde Gallery" - Kopenhaga - Dania
- 1976 - "Muzeum Miasta" - Neustrelitz - Niemcy
- 1977 - "Centrum Kultury"- Neubrandenburg - Niemcy
- 1978 - "Baszta Czarownic" - Słupsk
- 1978 - "Galeria BWA" - Świdwin
- 1978 - "Galeria EM"- Piła
- 1980 - "Galeria EM" - Piła
- 1982 - "Galeria ZPAP" - Piła
- 1985 - "Galeria Jednego Obrazu" - Piła
- 1985 - "Domek Kata" - Koszalin
- 1985 - "Galeria BWA" - Świdwin
- 1985 - "Galeria BWA" - Piła
- 1986 - "Galeria BWA" - Toruń
- 1986 - "Czarna Galeria"- Legnica
- 1993 - "Galeria BWA" - Koszalin
- 1997 - "Międzynarodowa Galeria Portretu w Tuzli" - Bośnia i Hercegowina
- 1997 - "Galeria BWA" - Gorzów Wielkopolski[3]
- 1997 - "Galeria Sztuki Współczesnej" - Kołobrzeg
- 1997 - "Galeria BWA"- Piła
- 1997 - "Galeria BWA" - Zielona Góra
- 1999 - "Galeria Katzow" - Niemcy
- 2000 - "Galeria Bałtyckiego Teatru Dramatycznego" - Koszalin
- 2003 - "Art.Galeria" - Szczecinek
- 2003 - "Galeria Sztuki Współczesnej" - Muzeum w Koszalinie
- 2016 - "Galeria Sztuki ZAMEK" - Szczecinek[4]
- 2018 - " Muzeum w Koszalinie" - JUBILEUSZ 50-lecia pracy twórczej[5][6]
- 2018 - "Galeria Zamkowa Dom Architekta SARP" - Zamek Tuczno[7]
- 2019 - "Muzeum Regionalne" - Drawsko Pomorskie[8]
- 2019 - "Pałac Balińskich w Jaszunach koło Wilna" - Litwa[9][10]

## Wystawy zbiorowe
Udział w kilkudziesięciu międzynarodowych i krajowych wystawach zbiorowych, m.in.:
- 1973 - Neubrandenburg - "Artyści Pomorza Środkowego"
- 1973 - Kopenhaga - "Twórcy Koszalińscy"
- 1973 - Bydgoszcz - "Wieś w Polskim Malarstwie Współczesnym"
- 1978 - Neubrandenburg - Niemcy, - "Krajobrazy"
- 1978 - Poznań BWA - "Konkurs im. J. Spychalskiego"
- 1981- Poznań-BWA - "Konkurs im. J. Spychalskiego"
- 1983 - Paryż - "XV Międzynarodowy Konkurs Interdyscyplinarny"
- 1985 - Brunssum - Holandia - "Graficzny Zapis w Skórze"
- 1986 - Połtawa - Ukraina - "Graficzny Zapis w Skórze"
- 1987 - Elbląg - "II Konfrontacje Ziem Północnych"
- 1987 - Alexandroupoli - "Impresje Greckie' 87"
- 1997 - Ateny - "Impresje Greckie 97"
- 1988 - Chojnice - Muzeum - "Funka 97"
- 1989 - Ciechanów - "Mój pejzaż"
- 2001 - Paleohora - "Impresje Greckie 2001"
- 2001 - Ateny - "Impresje Greckie 2001"
- 2002 - Szczecinek - "I Konkurs Interdyscyplinarny Ziem Północnych"
- 2004 - Bourges - Francja - "79 Międzynarodowy Salon Sztuki"
- 2016 - Piła BWA - "Człopa 2015"
- 2017 - Ateny - Grecja - "Michael Cocoyannis Foundation"
- 2017 - Koszalin "Galeria CK 105"